# Brachypodieae
Brachypodieae é uma tribo da subfamília Pooideae.

## Gêneros
- Brachypodium

o